# Bogusław Leśnodorski (ur. 1975)
Bogusław Leśnodorski (ur. 10 lipca 1975) – polski prawnik, w latach 2012–2017 prezes Legii Warszawa, w latach 2014–2017 współwłaściciel klubu.

## Wykształcenie
Absolwent Wydziału Prawa Uniwersytetu Warszawskiego. Ukończył aplikację radcowską (2004) oraz Advanced Management Program (AMP) na IESE Business School (2008).

## Kariera
Od początku kariery zawodowej jest związany z firmą LSW, której jest wspólnikiem i współzałożycielem. Pracował m.in. dla podmiotów reprezentujących przemysł ciężki i wydobywczy, sektor budownictwa i nieruchomości oraz branży medialnej i telekomunikacyjnej. Zasiadał w radach nadzorczych takich spółek jak: Kompania Węglowa S.A., Stalexport S.A., Index Copernicus International S.A., Black Lion NFI S.A., Ferrum S.A. Na początku 2014, wraz z Dariuszem Mioduskim, poinformował o wykupieniu od Grupy ITI 100% udziałów w spółce Legia Warszawa S.A., na skutek czego stał się współwłaścicielem warszawskiego klubu. 22 marca 2017 roku sprzedał swoje udziały Dariuszowi Mioduskiemu i przestał pełnić funkcję prezesa zarządu, obejmując stanowisko przewodniczącego rady nadzorczej spółki. Po zdobyciu przez Legię mistrzostwa Polski 2017, w czerwcu tego roku zrezygnował z funkcji w radzie nadzorczej spółki i odszedł z działalności w klubie. W czasie jego czteroletniej kadencji jako prezesa Legii Warszawa drużyna trzykrotnie zdobyła Mistrzostwo Polski oraz trzykrotnie Puchar Polski. Zespół odnosił również sukcesy na arenie międzynarodowej – trzykrotnie wystąpił w fazie grupowej Ligi Europy i raz w fazie grupowej Ligi Mistrzów. Ponadto budżet klubu został zwiększony do 250 milionów złotych.
Po odejściu z Legii w połowie 2017 został menedżerem skialpinisty Andrzeja Bargiela.
Został członkiem Polskiej Rady Biznesu. W 2014 tygodnik „Piłka Nożna” przyznał mu nagrodę dla Człowieka Roku 2013 w polskim futbolu. W 2017 wraz z Maciejem Wandzlem i Aleksandrem Wandzlem wykupił część udziałów w spółce Abstrachuje. 22 października 2020 został członkiem Rady Nadzorczej Motoru Lublin. W styczniu 2024 został współpracownikiem Kanał Zero. 7 lutego 2024 zainaugurował traktujący o prawie program „Niepoprawnik”, który współprowadzi z prof. Marcinem Matczakiem.
W 2024 roku, działając wspólnie z byłym wiceprezesem Legii Warszawa Jakubem Szumielewiczem oraz Dominikiem Ebebenge ogłosili, że tworzą sportową grę strategiczną na komputery osobiste i konsole – Copa City.

## Życie prywatne
Jest prawnukiem Gustawa (profesora gimnazjalnego) i wnukiem Bogusława (profesora Uniwersytetu Warszawskiego i historyka prawa) Leśnodorskich.